# Cezary Zamana

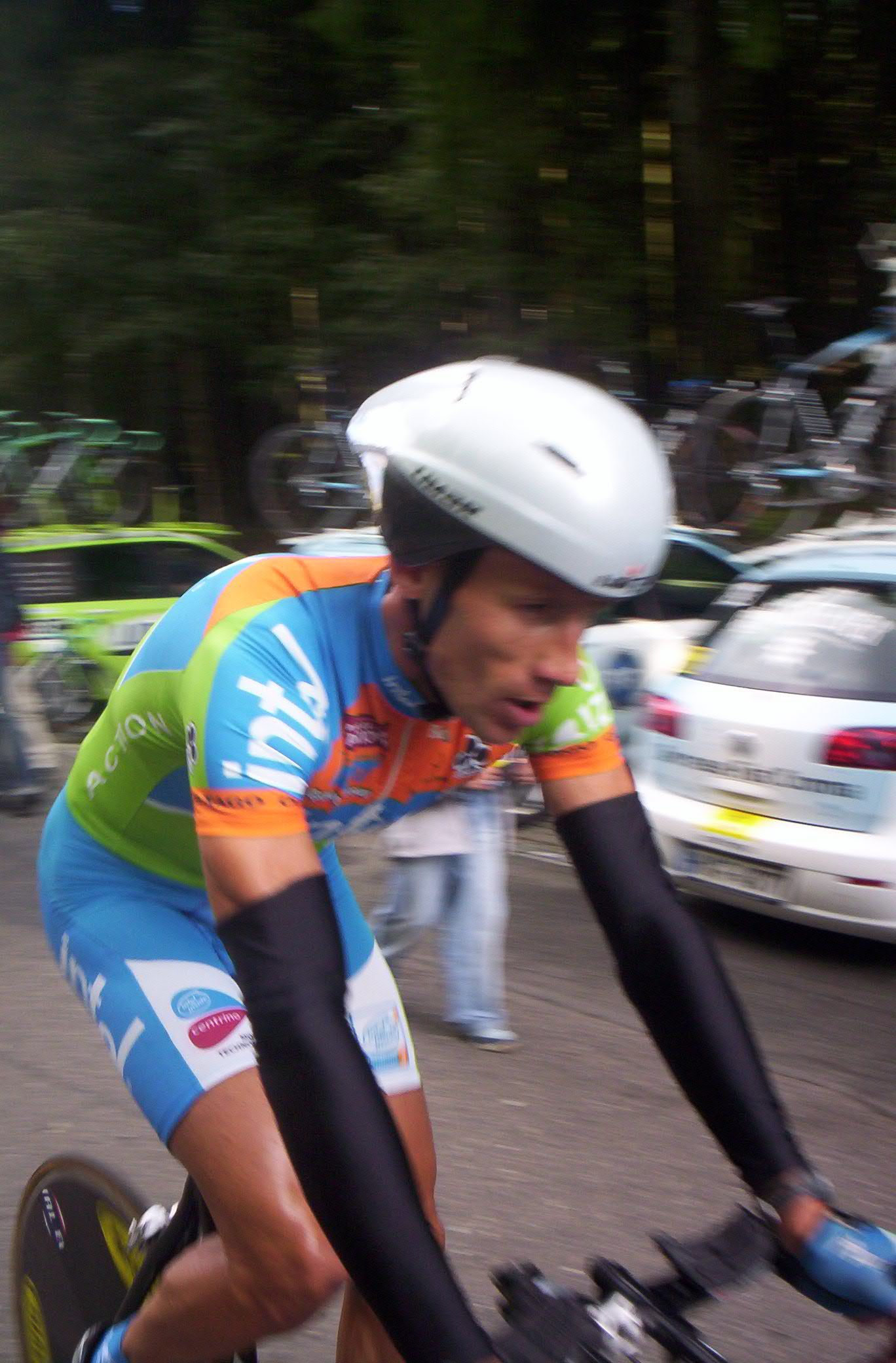
Cezary Zamana (2005)

Cezary Zamana (* 14. November 1967 in Augustów) ist ein ehemaliger polnischer Radrennfahrer, der im Straßenradsport aktiv war.

## Sportlicher Werdegang
Zamana wurde 1990 Profi beim Radsportteam Subaru-Montgomery. In seiner Karriere durchlief er mehrere Stationen, unter anderem fuhr er für Kelme, Motorola und Mróz. Im Verlauf seiner Karriere konnte Zamana wiederholt aufs Podium fahren, überwiegend bei Rennen in seiner Heimat wie der Polen-Rundfahrt und der Tour of Małopolska. Beim Memoriał Henryka Łasaka ist Zamana mit drei Siegen Rekordhalter. 1994 bestritt er die Tour de France und beendete sie auf dem 100. Gesamtplatz. Die Vuelta a España 1995 beendete er auf dem 109. Gesamtrang.
Nach der Saison 2006 beendete Zamana im Alter von 39 Jahren seine Karriere im Radsport.

## Palmarès
1992
- eine Etappe West Virginia Mountain Classic

1993
- eine Etappe Critérium du Dauphiné
- zwei Etappen Polen-Rundfahrt

1997
- eine Etappe Tour de Normandie

1999
- Memoriał Henryka Łasaka
- Polnischer Meister – Straßenrennen

2002
- eine Etappe Polen-Rundfahrt
- Memoriał Henryka Łasaka

2003
- Gesamtwertung und eine Etappe Polen-Rundfahrt
- eine Etappe Slowakei-Rundfahrt
- Gesamtwertung und zwei Etappen Tour of Małopolska
- Memoriał Henryka Łasaka

2005
- Gesamtwertung Hessen-Rundfahrt
- Gesamtwertung Tour of Małopolska
- Miedzynarodowy 3-Majow Wyscig

## Grand-Tour-Platzierungen
| Grand Tour            | 1994 | 1995 |
| --------------------- | ---- | ---- |
| Giro d’ItaliaGiro     | –    | –    |
| Tour de FranceTour    | 100  | –    |
| Vuelta a EspañaVuelta | –    | 109  |

## Teams
- 1990 Subaru-Montgomery
- 1991 Subaru-Montgomery
- 1992 Subaru-Montgomery
- 1993 Subaru-Montgomery
- 1994 Kelme
- 1995 Motorola
- 1996 Mróz
- 1997 Mróz
- 1998 Mróz
- 1999 Mróz
- 2000 MAT-Ceresit-CCC
- 2001 CCC-Mat
- 2002 CCC-Polsat
- 2003 Action Nvidia-Mróz
- 2004 Chocolade Jacques-Wincor Nixdorf
- 2005 Intel-Action
- 2006 Intel-Action